# Élie Faure
Élie Faure   (Senta Fe la Granda, 4 d'abril de 1873 - 6è districte de París, 30 d'octubre de 1937) fou un historiador de l'art i assagista francès.

## Biografia
Fill de Pierre Faure, comerciant, i de Suzanne Reclus, Élie Faure va estar influït pels seus oncles, el geògraf i militant anarquista Élisée Reclus i l'etnòleg Élie Reclus. Als 15 anys va anar a viure a París amb els seus germans i es va apassionar per la pintura. Va començar a visitar assíduament el Museu del Louvre i va assistir a les classes del filòsof Henri Bergson.
Va estudiar medicina a la universitat, però seguia amb la seva passió per l'art. El 1899, als 26 anys, va llegir la seva tesi mèdica. Tanmateix, l'any 1902 va iniciar la publicació d'articles sobre art en el diari L'Aurore. Es va interessar especialment per Diego Velázquez, tema del seu primer llibre, i per Paul Cézanne. A més, va fer conferències sobre divulgació artística entre 1905 i 1909, any en què començà a publicar-se Histoire de l'art.
Va ser metge militar en la Primera Guerra Mundial. En concloure la guerra es va dedicar a viatjar. Va donar suport a la Segona República Espanyola, horroritzat davant l'ascens del feixisme, i va visitar després als combatents de Barcelona i Madrid. Les seves notes sobre aquest tema es van publicar pòstumament a Méditations catastrophiques. La seva monumental Histoire de l'art (1909-1921) és indispensable per obtenir referències fonamentals d'aquesta disciplina. En ella, estudia les obres artístiques i representatives de certes etapes de la història de la cultura.
Així mateix és autor de diverses obres històrico-filosòfiques, entre les quals es troba una sobre Napoleó Bonaparte publicada el 1921. Amb tot, destaca per haver escrit L'Esprit des formes (1927) i Els Constructeurs (1914), que recull assajos sobre Cézanne, Jules Michelet, Friedrich Nietzsche, Jean-Baptiste Lamarck i Fiódor Dostoievski, i D'autres Terres en vue (1932). Jean-Luc Godard en la seva pel·lícula Pierrot el boig, va fer recitar a Jean-Paul Belmondo un extracte d'aquesta obra ficat en una banyera.